# Голенки (Омська область)
Голенки (рос. Голенки) — присілок у Мар'яновському районі Омської області Російської Федерації.
Належить до муніципального утворення Васильєвське сільське поселення. Населення становить 389 осіб.

## Історія
Згідно із законом від 30 липня 2004 року органом місцевого самоврядування є Васильєвське сільське поселення.

## Населення
| 2010 |
| ---- |
| 389  |